# Sœurs de la charité de sainte Bartolomea Capitanio et sainte Vincenza Gerosa
Les Sœurs de la charité de sainte Bartolomea Capitanio et sainte Vincenza Gerosa (en latin : Instituti Sororum a Caritate in Oppido Luere) ou Sœurs de Marie Enfant forment une congrégation religieuse féminine enseignante et hospitalière de droit pontifical.

## Historique
La congrégation est fondée par Bartolomea Capitanio (1807-1833) et Vincenza Gerosa (1784-1847), le 21 novembre 1832, elle se retirent dans une petite maison près de l'hôpital de Lovere où elles commencent à se consacrer à l'aide aux malades et à l'éducation des filles. Bartolomea meurt quelques mois après la fondation.
La fraternité construit selon l'esprit de saint Vincent de Paul adopte les constitutions des sœurs de la charité de sainte Jeanne-Antide Thouret approuvées par le pape Pie VII le 23 juillet 1819. Le 5 juin 1840, par le bref Multa Inter Pia, le pape Grégoire XVI autorise la séparation des sœurs de Lovere de celle des sœurs de la charité et autorise les religieuses à constituer un institut autonome. Le 14 septembre 1841, Mgr Carlo Domenico Ferrari (it), évêque du diocèse de Brescia reçoit les vœux des neuf premières postulantes donnant officiellement naissance à la nouvelle congrégation. 

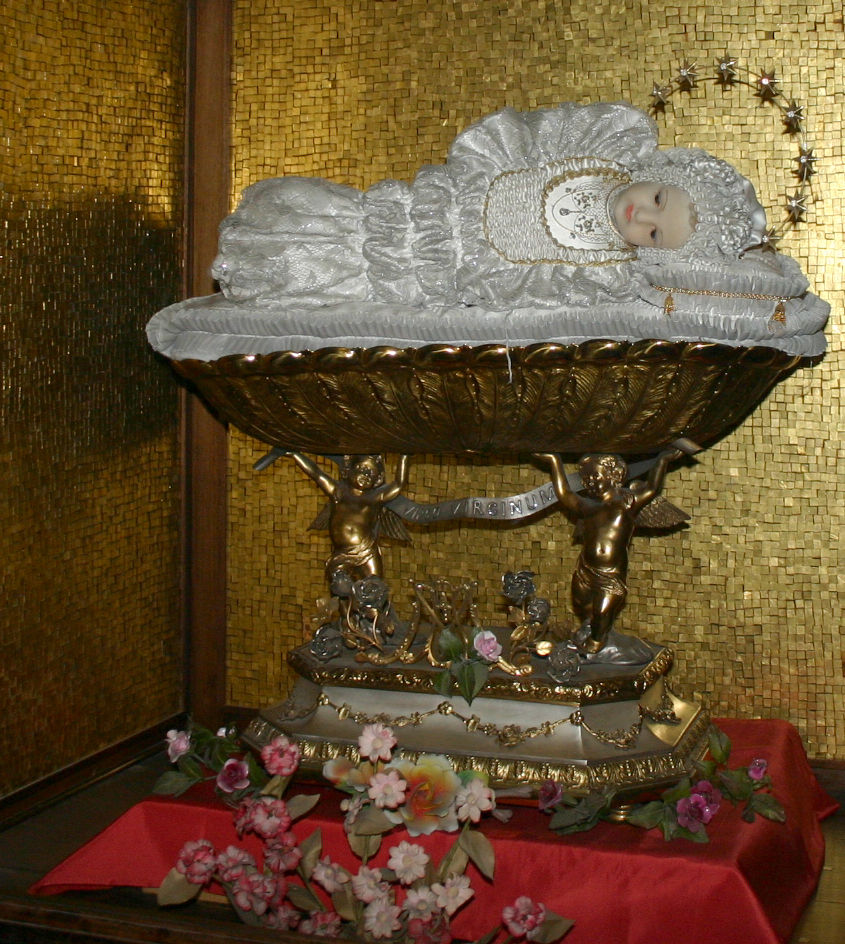
Marie Enfant (en italien : Maria Bambina), église San Marco (Milan).

En 1884, elles adoptent le nom de religieuses de Marie Enfant, du nom d'une statue réputée miraculeuse représentant Marie dans un berceau, conservés dans la maison-mère de Milan. Les religieuses prennent le nom actuel après la canonisation des deux fondatrices par le pape Pie XII le 18 mai 1950.

## Activités et diffusion
Les sœurs de Marie Enfant se dédient en particulier à l'éducation de la jeunesse et aux soins des malades.
Elles sont présentes en :
- Europe : Italie, Espagne, Royaume-Uni, Roumanie.
- Amérique : Argentine, Brésil, États-Unis, Pérou, Uruguay.
- Afrique :  Égypte, Zambie, Zimbabwe.
- Asie : Bangladesh, Birmanie, Inde, Israël, Japon, Népal, Thaïlande, Turquie.

La maison généralice est à Milan, via Santa Sofia, 13.
En 2017, la congrégation comptait 4010 religieuses dans 398 maisons.